# Gélose R2A
La gélose R2A (pour Reasoner's 2A Agar) est un milieu de culture développé afin de cultiver des bactéries qui vivent habituellement dans l'eau potable. Ces bactéries ont tendance à avoir une croissance lente et seraient rapidement éliminées par des espèces à croissance plus rapide si elles étaient cultivées sur un milieu plus riche.
Depuis qu'il a été créé en 1979, ce milieu s'est révélé utile pour cultiver d'autres types de bactéries qui ne se développent pas facilement sur des milieux organiques plus riches et plus complexes.

## Composition caractéristique (en g/L)[4]
- Protéose peptone : 0,5
- Acides casamino : 0,5
- Extrait de levure : 0,5
- Dextrose : 0,5
- Amidon soluble : 0,5
- Hydrogénophosphate de potassium : 0,3
- Sulfate de magnésium, 7 H2O : 0,05
- Pyruvate de sodium : 0,3
- Agar : 15

Le tout à un pH final de 7,2 à 25 °C.